# Хуліо Сангінетті
Хуліо Марія Сангінетті Койроло (ісп. Julio María Sanguinetti Coirolo) — політичний діяч держави Уругвай, президент Уругваю в 1985—1990, 1995—2000 роках.

## Життєпис
Народився 6 січня 1936 року в Монтевідео у сім'ї італійських іммігрантів. В 1961 році закінчив університет в Монтевідео, має ступінь доктора права і соціальних наук. З 1960-х років працював у газетах «Аксьйон», «Діа», «Вісьйон». 
В 1963—1973 — депутат парламенту Уругваю (до державного перевороту). В 1969—1971 — міністр промисловості і торгівлі, в 1972 — міністр освіти і культури, У 1983—1985 і 2004—2009 — генеральний секретар партії Колорадо. 
На загальних виборах у листопаді 1984 року як кандидат на посаду президента Уругваю від партії Колорадо одержав перемогу.